# A Dozen Roses (You Remind Me)
A Dozen Roses (You Remind Me) är en sång med den amerikanska R&B-sångerskan Moncia. Den skrevs av rapparen Missy Elliott och Corte Ellis samt and producerades av David "Davey Boy" Lindsey, Cliff Jones och Elliott för sångerskans femte studioalbum The Makings of Me. Låten samplar Curtis Mayfields "The Makings of You". 
Mid-tempo spåret valdes ut som skivans 2:a singel för den amerikanska marknaden den 28 september 2006. Singeln klättrade som högst till en 48:e plats på USA:s R&B-lista. Dess musikvideo hade premiär på BET:s Access Granted den 15 november 2006.

## Format och innehållsförteckningar
- Promo CD-singel

1. "A Dozen Roses (You Remind Me)" (Radio Edit) –  3:56
2. "A Dozen Roses (You Remind Me)" (Instrumental) – 3:56
3. "A Dozen Roses (You Remind Me)" (Call Out Hook) – 0:16
4. "Everytime tha Beat Drop" (Video) – 3:43

- Vinyl singel

1. "A Dozen Roses (You Remind Me)" (Main Version) – 3:52
2. "A Dozen Roses (You Remind Me)" (Instrumental) – 3:53
3. "A Dozen Roses (You Remind Me)" (Main Version) – 3:53
4. "A Dozen Roses (You Remind Me)" (Acapella) – 3:45

## Listor
| Lista (2006)                                  | Topp position |
| --------------------------------------------- | ------------- |
| Amerikanska Billboard Hot R&B/Hip-Hop Songs   | 48            |
| Amerikanska Billboard Hot R&B/Hip-Hop Airplay | 46            |

## Release-historik
| Region | Format           | Datum           |
| ------ | ---------------- | --------------- |
|        | internet läcka   | 26 maj 2006     |
| USA    | mainstream radio | 10 oktober 2006 |